# Mongolski vpadi v Evropo
Mongolski vpadi v Evropo so niz vojn in spopadov med Mongoli in vzhodnoevropskimi in srednjeevropskimi državami od leta 1235 do 1290. Vojne so se začele s Subedejevim pustošenjem vzhodnoevropskih slovanskih kneževin, med katerimi sta bili najbolj znani Kijevska Rusija in Vladimirsko-suzdalska kneževina. Mongoli so zatem napadli Ogrsko in Poljsko. Prvemu napadu je poveljeval Džingiskanov vnuk Batu kan, drugemu Džingiskanov vnuk Kadan, idejni vodja obeh napadov pa je bil Subedej.
Zgodovinarji že dolgo časa razpravljajo o tem, ali so imeli mongolski vpadi v vzhodno Evropo makrozgodovinski pomen ali ne. Večina vojnih zgodovinarjev meni, da so bili vpadi v bistvu diverzije, s katerimi so hoteli Mongoli tako močno prestrašiti evropske vladarje, da se ne bi vmešavali v mongolske zadeve v vzhodni Evropi, predvsem v Rusiji. Takšno trditev potrjuje Batu kan, ki je zahodne meje svojih ozemelj v Rusiji utrdil s takojšnjim uničenjem ogrske in poljske armade in šele potem začel razmišljati o osvajanju zahodne Evrope. 
Evropa je bila poleg Kitajske in Srednjega Vzhoda tretje prizorišče obširnih mongolskih vojaških operacij.

## Osvojitev Rusije
Ögedej je leta 1235 ukazal Batu kanu, naj osvoji Rusijo. Glavnina mongolske vojske pod poveljstvom Džočija, Mongkeja in Gujuka je decembra 1237 prišla pred Rjazan. Rjazan je zavrnil mongolsko zahtevo po brezpogojni vdaji, zato so ga opustošili in za njim naskočili Suzdal. Mongoli so kasneje osvojili še nekaj večjih mest, med njimi Vladimir, Toržok in Kozeljsk. Med mnogimi poraženimi ruskimi vojskami je bila tudi vojska velikega vladimirskega kneza Jurija II. Vsevolodoviča, ki je bil 4. marca 1238 ubit na reki Sit. 
Mongoli so potem preusmerili svojo pozornost v ukrajinske stepe, kjer so zlomili Kipčake in Alane in izropali polotok Krim. Batu se je  leta 1239 vrnil v Rusijo in opustošil Rjazan in Černigov. Ko je postalo jasno, da je vsako upiranje nesmiselno, je večina ruskih knezov pobegnila. Mongoli so 6. decembra 1240 osvojili Kijev, za  njim pa še Galič in Volodimir. Batu kan je nato pred vdorom v Srednjo Evropo poslal proti Poljakom manjšo vojaško enoto z nalogo, da preskusi njihovo moč. Prvo kolono so Poljaki uničili, druga kolona pa je Poljake porazila in se vrnila. 

## Pohod v Srednjo Evropo (1241-1242)
Mongoli so napadli Evropo s tremi armadami. Prva armada je v bitki pri Legnici porazila združeno vojsko razdrobljene Poljske in pripadnikov raznih katoliških vojaških redov, ki jo je vodil šlezijski vojvoda Henrik II. Pobožni. Druga armada je prekoračila Karpate, tretja armada pa je sledila toku Donave. Južni armadi sta se leta 1241 združili in prerazporedili ter 11. aprila 1241 v bitki pri Mohiju porazili ogrsko vojsko. Mongoli so na svojem uničujočem pohodu pobili polovico ogrskega prebivalstva.  Mongolska vojska je poleti in spomladi 1242 preplavila ogrske stepe in dobila nov zagon za prodor v Avstrijo, Dalmacijo in Moravsko. 
Decembra 1241 je umrl veliki kan Ögedej, zato so se vsi kandidati za mongolski prestol, med njimi tudi Batu kan, vrnili v Mongolijo na volitve novega kana. Njegov odhod je pomenil konec mongolske grožnje zahodni Evropi. 

### Moldavija in Vlaška
Mongoli so na pohodu proti Ogrski leta 1241 najprej napadli Moldavijo in Vlaško, ki sta bili del Kumanije, zatem pa še Transilvanijo,  ki je bila del Ogrskega kraljestva. Napadalci so po poti pobili skoraj polovico prebivalstva, požgali večino naselij in uničili večino kulturnih in gospodarskih dobrin. Niti Vlaška niti Ogrsko kraljestvo nista imela v boju z Mongoli nobenih možnosti za zmago, zato se je veliko prebivalcev umaknilo v gozdove in zakotne doline Karpatov. Glavni mongolski napad je bil vsekakor usmerjen proti Ogrski.

### Ogrsko kraljestvo
Kakšnih dvesto let pred vdorom Mongolov je jedro ogrske vojske sestavljala lahka konjenica,  ki je  uporabljala podobno taktiko kot mongolska. Vsa ta znanja in izkušnje so do napada Mongolov leta 1241 utonila v pozabo. 
Ena od osnovnih taktik lahke konjenice je bila nepričakovan naskok na sovražnika. Če je sovražnik vzdržal napad ali se je ustrezno prestrojil, takšen napad ni bil dovolj za zmago. Druga taktika je bil fingiran umik. Konjenica ja napadla sovražnika in nato navidezno pobegnila. Če je napadeni nasedel prevari in zasledoval ubežnike, so ga napadle skrite rezervne enote. Napadalčeva konjenica se je zatem prestrojila in napadla boke ali zaledje nasprotnika. Madžari so takšno taktiko opustili že v 11. stoletju in začeli uporabljati težko konjenico in pehoto. Ogrski zavezniki, ki so še vedno uporabljali lahko konjenico, so bili Kumani, ki so se naselili na Ogrskem malo pred vdorom Mongolov. 
Leta 1241 je bilo Ogrsko kraljestvo podobno drugim evropskim kraljestvom. Na prestolu so bili še vedno člani dinastije  Árpád, vendar je bila njihova oblast zelo omejena. Glavne vzvode moči so imeli v rokah bogati fevdalci, ki so se zaradi lastnih interesov ukvarjali predvsem z nepomembnimi spori z drugimi fevdalci in jih državna varnost ni posebno zanimala. Zlata bula iz leta 1222 je celo dovoljevala, da se v posebnih okoliščinah plemstvo lahko upre kralju in je iz kralja naredila samo primus inter pares – prvega med enakimi. Kralj Béla IV. je poskušal kraljevemu položaju vrniti prejšnja pooblastila, vendar njegovi poskusi niso obrodili nobenega uspeha. Na Ogrskem je zato pred vdorom Mongolov vladala precejšnja anarhija.
Madžari so prvič izvedeli za mongolsko nevarnost leta 1229, ko je njihov kralj Andrej II. (1205—1235) odobril politični azil pobeglim ruskim bojarjem. V tistem času je v zgornjem toku Volge živelo še nekaj Madžarov, ki se med glavno selitvijo niso preselili v Panonsko nižino, zato je dominikanski frater Julijan leta 1237 ponje poslal svojo odpravo. Odprava se je vrnila z Batu kanovo zahtevo, da se Béla brezpogojno vda tatarski vojski ali pa ga bo doletelo popolno uničenje. Béla na zahtevo ni odgovoril. Madžari so zatem dobili še dve sporočili o Mongolih: prvo leta 1239 od  poraženih kumanskih plemen, ki so na Ogrskem zaprosila za zatočišče, drugo pa  februarja 1241 od poraženih poljskih plemičev.
Kralj Béla je šele po tretjem sporočilu pozval svoje plemstvo, naj se pridruži njegovi vojski v obrambi države. Za pomoč je zaprosil tudi papeža Gregorja IX. in zahodnoevropske vladarje. Na pomoč je prišla samo manjša enota avstrijskih vitezov pod poveljstvom avstrijskega princa Friderika. Njegova enota je bila premajhna, da bi lahko vplivala na izid vojne. Večina ogrskega plemstva se ni zavedala resnosti mongolske grožnje. Nekateri so celou upali, da bo poraz kraljeve vojske prisilil Bélo k prekinitvi centralizacije države, s čimer bi se okrepila njihova moč.  
Mongolska grožnja  je bila resna in realna, vendar Madžari niso bili pripravljeni nanjo. Odkar so se pred nekaj sto leti preselili v Panonsko nižino niso doživeli nobenega vpada nomadov, zato se jim je zdela invazija Mongolov nemogoča. Madžari tudi niso bili več ljudstvo vojakov in samo nekaj bogatih plemičev je bilo usposobljenih za bojevanje v težki konjenici. Lahko konjenico, ki je bila podobna mongolski, so že dolgo pred tem opustili.  
Ogrska armada, ki je pred bitko pri Mohiju štela kakšnih 60.000 mož, je bila sestavljena iz vitezov brez ustreznega taktičnega znanja, discipline in izkušenih poveljnikov. Večina armade ni imela izkušenj z nomadskim načinom vojskovanja, zato je Béla povabil k sodelovanju kumanskega kralja Kutena (Kotony) in njegove bojevnike. Kmalu zatem so se po Ogrski začele širiti govorice, da so Kumani mongolski agenti, po drugi strani pa jih je Batu kan obsojal zaradi bega na Ogrsko in jih imel za upornike in izdajalce Mongolskega cesarstva. Zaradi teh govoric je nekaj razgretih ogrskih plemičev napadlo Kumane in ubilo njihovega kralja. Kumani so pobegnili proti jugu in po poti ropali, uničevali in pobijali presenečeno ogrsko prebivalstvo. Kmalu zatem so se z Ogrske umaknile tudi avstrijske čete, češ »da gredo na zahod po dodatno pomoč« in Madžari so ostali sami.   
Ogrska vojska je brez težav prišla do reke Hornád, kjer se je 10. aprila 1241 utaborila. Mongoli so jih že naslednjo noč začeli napadati in kmalu je postalo jasno, da bodo Madžari bitko izgubili. Kralj je s pomočjo svoje telesne straže pobegnil, njegovo vojsko pa so Mongoli brez usmiljenja pobili ali pa je na begu utonila v reki. 
Mongoli so po bitki sistematično zasedli Veliko madžarsko nižino, pobočja severnih Karpatov in Transilvanijo. Povsod, kjer so naleteli na odpor, so neusmiljeno pobili vse prebivalstvo. Če se prebivalstvo ni upiralo, so moške prisilili v službovanje v mongolski vojski. Nekaj deset tisoč  prebivalcev se je umaknilo za zidove redkih utrdb, gozdove ali močvirja ob rekah. Mongoli so nato obrnili proti zahodni Evropi in celo poletje morili prebivalstvo na zasedenih ozemljih. 
Mongoli so svoje vojaške pohode vedno začenjali zgodaj spomladi, tokrat pa so v nasprotju s tradicijo krenili na pohod pozimi. Prekoračili so Donavo in nadaljevali svojo sistematično okupacijo Panonske nižine, dokler niso prišli do avstrijske meje in Jadranskega morja. V tistem času je bila Hrvaška že od leta 1091 del Ogrskega kraljestva.
Mongoli so na Ogrskem postavili svoje darugačije in v imenu kagana kovali svoj denar. Mihael Pravdin trdi, da je Batu kan Bélovo kraljestvo kot apanažo dodelil Orda kanu. Zaradi pokolov in kasnejših epidemij je umrlo 20-40% prebivalcev. 
Mongoli so prevzeli oblast v skoraj celem kraljestvu, večjih utrjenih mest, kot so Fehérvár, Esztergom, Veszprém, Tihany, Győr, Pannonhalma, Moson, Sopron, Vasvár, Újhely, Zala, Léka, Pozsony - (današnja Bratislava), Nitra, Komárom, Fülek in  Abaújvár pa niso mogli zavzeti. 
Spomladi leta 1242 je zaradi pretiranega popivanja umrl veliki kan Ögedej, zato se je Batu kan, ki je bil eden od kandidatov za mongolski prestol, s svojo vojsko vred vrnil v Azijo. Pred odhodom je ukazal poboj vseh vojnih ujetnikov in za seboj pustil popolnoma razdejano in izumrlo vzhodno Evropo. 
Zaradi Ögedejeve smrti in Batu kanovega odhoda je zahodna Evropa ostala nedotaknjena. Nekateri madžarski zgodovinarji trdijo, da je Evropo rešilo njihovo dolgotrajno upiranje Mongolom, mnogo zahodnoevropskih zgodovinarjev pa to trditev zavrača. Ti zgodovinarji trdijo, da so Mongoli zapustili Ogrsko po svoji volji in ne zaradi upiranja Madžarov. Drugi evropski in ameriški zgodovinarji se sprašujejo, ali so Mongoli sploh zmogli in želeli nadaljevati prodor v Evropo zahodno od Panonske nižine, predvsem zaradi logistike in velikega števila konj, ki so jih morali vzdrževati, da so obdržali svojo strateško mobilnost.
Madžari so se iz mongolskega vpada naučili, da so Mongoli uničili predvsem podeželje, trdnjave in utrjena mesta pa so preživela. Da bi v prihodnje povečali svojo obrambno sposobnost, so začeli graditi trdnjave ne samo na mejah, ampak tudi v notranjosti države. V drugi polovici 13. stoletja in v celem 14. stoletju so ogrski kralji podarjali vedno več kraljeve zemlje plemičem pod pogojem, da zgradijo trdnjave in poskrbijo za svojo varnost.

### Hrvaško kraljestvo
Hrvaško kraljestvo je bilo med mongolskimi vpadi v personalni uniji z Ogrskim kraljestvom, kateremu je vladal kralj Béla IV..
Ko so se Tatari in Mongoli leta 1241 usmerili proti reki Sajo, je Béla pobegnil v Avstrijo in od tam v Gradec (današnji Zagreb)  na Hrvaškem. Gradec je bil slabo utrjen in ni vzdržal tatarskega napada. Tatari so ga opustošili in požgali katedralo. Gradec je bil naslednje leto z Zlato bulo kralja Béle IV. proglašen  za svobodno kraljevo mesto, meščani pa so zaradi strahu pred ponovnim napadom Tatarov začeli graditi mestno obzidje z obrambnimi stolpi.
Béla je iz Gradca pobegnil v Klis in iz Klisa v Trogir. Tatari  so ga zasledovali in marca 1242 napadli trdnjavo Klis, vendar je niso osvojili. Po porazu pod Klisom so se umaknili. 
Mongoli so na Hrvaškem zaradi goratega terena pretrpeli velike izgube, večina zgodovinarjev pa meni, da je bil glavni razlog za umik Ögedejeva smrt.

## Konec mongolskega napredovanja
Na Ogrskem so mongolske napade preživela samo močno utrjena mesta in samostani. Po mongolskem umiku leta 1242 se je zato na kraljev ukaz začelo graditi več sto kamnitih in opečnatih gradov in  utrdb, ki bi branile kraljestvo pred morebitnim drugim napadom. Mongoli so se na Ogrsko vrnili leta 1286. Novozgrajeni sistem utrdb in gradov in nova vojaška taktika, ki je vključevala večje število težkih konjenikov, sta jih zaustavila. Mongolska vojska je bila v bitki kraljevo armado Ladislava IV. v bližini Pešte poražena. 
Preživetje Zahodne Evrope nekateri zahodni zgodovinarji pripisujejo mongolskemu odporu do vojskovanja v bolj gosto naseljenih nemških kneževinah, v katerih je bilo več gozdov in utrjenih gradov in zato več možnosti za protinapad težke konjenice. Eden od razlogov je bilo tudi vlažno vreme, ki je načelo lepilo in tetive njihovih lokov. Zahodna Evropa je bila vsekakor težji nasprotnik kot vzhodna. Stepsko taktiko vojskovanja so pred Mongoli v 9. in 10. stoletju uporabljali Avari in Madžari in tudi takrat se v Evropi ni obnesla. Utrjena mesta in gradovi so se  med drugim napadom uspešno upirali tudi slavni mongolski oblegovalni tehniki. 
Nekateri poznavalci trdijo, da se je Batu kan ustavil na reki Sajo zato, ker ni imel resnega namena prodirati še bolj proti zahodu. Njegova ruska ozemlja so bila zdaj varna za naslednjih deset generacij. Po Ögedejevi smrti se je kot kandidat za mongolskega velikega kana vrnil v Mongolijo in njegova ekspanzija proti zahodu se je končala. Z njim se je vrnil tudi Subedej, tako da je mongolska vojska ostala brez svojega duhovnega vodje in glavnega stratega. Svoj načrt osvojitve vseh ozemelj "do velikega morja" (Atlantika), bi Batu kan lahko začel uresničevati šele po letu 1255. Po Ögedejevi smrti se je namreč v Mongoliji začela vojna za oblast, ki se je končala šele z izvolitvijo Mongkeja za velikega kana.

### Mongolski notranji spori
V Mongoliji je bila od leta 1241 do 1248 skorajda odkrita vojna za oblast med Džočijevim sinom Batu kanom in Ögedejevim sinom Gujukom. Mongolskemu cesarstvu je kot regentka vladala Ögedejeva vdova Töregene katun, katere edini cilj je bil zagotoviti prestol sinu Gujuku. Gujuk je bil leta 1246 izvoljen za velikega kana, leta 1248 pa je na vojnem pohodu, s katerim je Batu kanu hotel vsiliti svojo avtoriteto, umrl.
Batu kan je imel težave tudi v Galicijsko-volinjski kneževini. Vladar Danilo Galicijski je namreč odrekel pokornost Zlati hordi in leta 1254 odbil nekaj mongolskih napadov. Poražen je bil samo leta 1259, ko je v hordi vladal Berke. Leta 1251 je bil za velikega kana izvoljen Mongke, ki je postopoma zgladil spore z Zlato hordo, tako da se je leta 1255 Batu kan s svojo vojsko lahko vrnil na zahod. Po vrnitvi se je začel pripravljati na zaključni napad na Evropo, vendar je med pripravami nanj umrl. Nasledil ga je sin Sartak, ki je že leta 1256 umrl in zato ni mogel uresničiti očetovih in Subedejevih načrtov. Po njegovi smrti je kan Zlate horde postal Batujev mlajši brat Berke, katerega je bolj kot Evropa zanimalo uničenje Svete dežele, s katerim je grozil Berkejev bratranec Hulegu kan. Berke je namreč prestopil v islam in z grozo opazoval Hulegujevo uničevanje Abasidskega kalifata, ki je bil duhovno središče islama. K temu so ga vzpodbujali tudi mameluki iz Egipta, ki so bili tudi muslimani in Hulegujevi nasprotniki.
Prebivalci Egipta in Zlate horde so bili večinoma turškega porekla: mameluki so bili večinoma potomci Turkov, v Zlati hordi pa so tudi prevladovali Turki. Najstarejši Džingiskanov sin Džoči je po očetovi smrti nasledil samo 4.000 mongolskih vojakov, s katerimi naj bi začel vladati v svojemu kanatu, zato so večino njegove 500.000 glave vojske sestavljali pokorjeni Turki. Kanat je bil tudi po svoji kulturi turški in zato bližji egiptovskim mamelukom kot šamanističnemu Huleguju in njegovemu Ilkanatu.
Ko je Hulegu kan začel zbirati vojsko za vojno proti mamelukom v Sveti deželi, jim je takoj priskočil na pomoč Berke in napadel svojega bratranca s severa. Hulegu se je s svojo vojsko takoj odpravil na sever, kjer je v spopadih z Berkejem doživel več težkih porazov.  Leta 1262 se je vrnil domov in namesto da bi si opomogel od porazov, leta 1263 napadel Zakavkazje.
Zlata horda zaradi teh vojn ni resno ogrozila Evrope in je pazila predvsem na svoje vzhodne in južne meje. Berke je poslal v Evropo samo dve vojski (leta 1259 in 1265), predvsem zaradi plena, ki ga je potreboval za plačilo vojn s Hulegujem od leta 1262 do 1265.

## Kasnejši vpadi

### Poljsko kraljestvo (1259, 1286 in 1287)
Osemnajst let po prvem napadu sta dva tumena vojakov Zlate horde napadla najprej Litvo in nato še Poljsko. Vojski so poveljevali general Burundaj in mlada prince Nogaj in Tulabuga. Njihova vojska je opustošila in oplenila Lublin, Sieradz, Sandomierz, Zawichost, Krakov in Bytom, Poljske pa ni nameravala zasesti. Po tem pohodu je papež Aleksander IV. poskušal organizirati križarski pohod proti Tatarom. 
Leta 1286 je Tulabuga skupaj z ruskimi knezi ponovno napadel Poljsko in oplenil nekaj mest. V Zlato hordo se je vrnil s približno 20.000 poljskimi vojnimi ujetniki. 
Sledil je neuspešen pohod leta 1287, ki sta ga spet vodila Tulabuga in Nogaj kan. Osvojila sta Lublin, Mazovijo, Sandomierz in Sieradz, pri Krakovu pa sta doživela poraz. Krakov sta kljub porazu opustošila. Njuna vojska je štela samo en tumen vojakov, ker je bila vojska Zlate horde izčrpana zaradi nove vojne z Ilkanatom, ki se je začela leta 1284. Vojska, ki so jo poslali na Poljsko, ni bila dovolj močna, da bi se spopadla s poljsko armado, niti ni imela oblegovalnih inženirskih enot in strojev, s katerimi bi lahko rušila mestna obzidja. Napadla je nekaj karavan, oplenila nekaj manjših mest, ko se je začela zbirati poljska armada pa je pobegnila.

### Velika vojvodina Litva (1259, 1275 and 1277)
Mongoli pod poveljstvom slavnega Batujevega generala Burundaja so med pohodom leta 1259 napadli tudi Litvo. Litva je zaradi svoje vedno večje moči postala rival Zlate horde, zato so jo napadli tudi leta 1275 in 1277. Litovci so obakrat zmagali in pregnali Mongole. 

### Bizantinska Trakija (1265)
Mongoli so med Berkejevim vladanjem napadli tudi Trakijo. Pozimi leta 1265 je Nogaj kan z dvema tumenoma (20.000 vojakov) napadel Bolgarijo in vzhodno Trakijo in spomladi istega leta porazil bizantinskega cesarja Mihaela VIII. Paleologa. Večina bizantinske vojske je pred Mongoli pobegnila. Po njihovem begu je Nogajeva vojska oplenila Trakijo. Bizantinski cesar je zatem sklenil zavezništvo z Zlato hordo in svojo hčerko Eufrozino poročil z Nogajem. Od takrat dalje je Mihael vsako leto poslal v Zlato hordo tovor dragocenih tkanin.  

### Bolgarija (1242, 1271, 1274, 1280 in 1285)
Na poti z neuspelega pohoda v Evropo so Mongoli leta 1242 opustošili Bolgarijo. Leta 1271 jo je napadel Nogaj kan, za njim pa so jo leta 1274, 1280 in 1285 napadli še Tatari. Bolgarija je bile vse do konca 14. stoletja vazalna država Zlate horde. Bolgarski carji so priznavali suverenost Tokta kana, po Nogajevi in Čakovi smrti pa je Zlata horda v Bolgariji izgubila svojo oblast. 

### Ogrsko kraljestvo (1285)
Nogaj kan in Tulabuga sta sredi 1280. let ponovno napadla Ogrsko kraljestvo. Nogaj je postošil po Transilvaniji in izropal mesta Reghin (Régen),  Braşov (Brassó) in Bistriţa (Beszterce). Tulabugo, ki je šel z  vojsko v severno Ogrsko, je v Karpatih presenetil visok sneg. Pri Pešti pa ga je kraljeva armada Ladislava IV. porazila, na poti domov pa je pri Székelyju padel še v zasedo. Njegov napad, pa tudi vse naslednje napade, so Madžari zlahka odbili in Mongoli so izgubili večino svojih udarnih sil. Njihov napad je bil povsem drugačen od tistega iz leta 1241, predvsem zaradi reform, ki jih je izvedel kralj Béla IV.. Béla je vpeljal novo napredno vojaško taktiko, utrdil mesta in dal zgraditi mrežo zidanih gradov, brez katerih bi Madžari ponovno doživeli poraz.